# Philip Kuschel
Philip Kuschel (* 9. Februar 1998 in Forst (Lausitz)) ist ein deutscher Eishockeyspieler, der seit 2023 bei den Heilbronner Falken unter Vertrag steht.

## Karriere
Philip Kuschel begann seine Karriere im Nachwuchsbereich von Eissport Weißwasser. Unter anderem war er in der Schüler-Bundesliga für unter 16-Jährige und der Jugend-Bundesliga für unter 18-Jährige für den ESW aktiv. Zur Saison 2014/2015 wechselte Kuschel zu den Eisbären Juniors Berlin, spielte aber parallel weiter für die Jugend der Lausitzer Füchse in der DNL2. In den Spielzeiten 2015/2016 und 2016/2017 spielte Kuschel für die U19-Mannschaft der Eisbären Juniors Berlin und erreichte mit diesen jeweils die Playoffs der DNL. In der Saison 2016/2017 war Kuschel mit einer Förderlizenz für FASS Berlin ausgestattet, wo er allerdings nur ein Spiel absolvierte.
Zur Saison 2017/18 bekundeten zunächst die Lausitzer Füchse ihr Interesse an Kuschel. Eine Verpflichtung kam jedoch nicht zustande, so dass Kuschel bei den Juniors blieb und später eine Förderlizenz für das Team aus Weißwasser erhielt. Für die Füchse gab er am 24. November 2017 sein Debüt in der DEL2. Vor der Saison 2018/19 kam ein Vertrag mit den Lausitzer Füchsen zustande, zudem wurde Kuschel mit einer Förderlizenz für die Crocodiles Hamburg ausgestattet, wo er auch zu Beginn der Saison vermehrt auf dem Eis stand. Nach Abzug der Lizenzspieler der Eisbären Berlin wurde Kuschel zurück nach Weißwasser geholt. Am 26. Oktober 2018 wurde er durch Trainer Corey Neilson erstmals als Verteidiger aufgestellt. Bis zur Saison 2021/2022 war Kuschel als Verteidiger bei den Lausitzer Füchsen eingesetzt. Zur Saison 2022/2023 erfolgte der Wechsel in die Eishockey Oberliga-Nord zu den Crocodiles Hamburg. Nach der Insolvenzankündigung dieser wechselte Kuschel zur Saison 2023/2024 zu den Heilbronner Falken. Am 14. Mai gaben die Hammer Eisbären seinen Wechsel nach Hamm  in die Oberliga Nord für die Spielzeit 2024 bis 2025 bekannt.